# L'Homme flambé
Cet article concerne le roman de Michael Ondaatje. Pour le film d'Anthony Minghella, voir The English Patient.
L'Homme flambé (The English Patient) est un roman de Michael Ondaatje, romancier et poète canado-srilankais, sur lequel est basé le scénario du film à succès Le Patient anglais.
Initialement publié en France aux Éditions de l'Olivier en 1992 sous le titre L'Homme flambé, à la suite de la sortie de son adaptation cinématographique par Anthony Minghella en 1996, le roman est retitré Le Patient anglais à sa réédition chez le même éditeur en 1997.

## Résumé
Pendant les campagnes d'Afrique du Nord et d'Italie de la Seconde Guerre mondiale, Hana, une jeune infirmière québécoise de l'Armée canadienne soigne un patient anglais (le English Patient du titre original) gravement brûlé. Le récit, raconté dans le désordre, fait des allers-retours entre les souvenirs de ce patient « anglais » d'avant son accident et les événements actuels, à la Villa San Girolamo, un monastère italien endommagé par une bombe, où il est soigné. Le seul bien que possède le patient anglais est une copie bien usée et fortement annotée des Histoires d'Hérodote qui a survécu à la chute du parachute. Lu à haute voix par l'infirmière, le classique de l'historien grec remémore au soldat des souvenirs détaillés de ses explorations du désert, mais il est incapable de se rappeler son propre nom. Il accepte de croire l'hypothèse suggérée par son accent qu'il est un Britannique. Plus tard, on apprend qu'il est en fait László de Almásy, un explorateur hongrois du désert, l'un des nombreux membres d'un groupe de cartographes britanniques.
Caravaggio, un Italo-Canadien des services du renseignement britanniques depuis la fin des années 1930, s'est lié d'amitié avec le père de Hana avant que celui-ci ne meure à la guerre. Il apprend qu'Hana est à la villa pour s'occuper d'un patient. En Afrique du Nord pour espionner lorsque les forces allemandes ont pris le contrôle, il est ensuite transféré en Italie. Il est finalement capturé, interrogé et torturé (on lui coupe les pouces). Caravaggio porte des cicatrices physiques et psychologiques de sa douloureuse expérience de guerre et cherche vengeance.
Kip, un Sikh indien se spécialise dans le désamorçage des bombes et l'élimination des munitions défectueuses, arrive à la villa. Il conseille à Hana d'interdire qu'on joue du piano, car souvent les Allemands les piègent. Peu après, il décide de rester à la villa pour tenter de se débarrasser de munitions défectueuses. Kip et le patient anglais deviennent de grands amis.
Le patient anglais, sous morphine, commence à révéler pêle-mêle son passé : il raconte comment lui, Almásy, tombe amoureux de la riche Katharine Clifton qui, avec son mari Geoffrey, accompagne l'équipe d'exploration du désert. Belle Anglaise fort cultivée, Katharine lit le soir, à haute voix, près du feu de camp, les Histoires d'Hérodote. Bientôt, une liaison passionnée s'établit entre Almásy et Katharine, mais cette dernière y met fin abruptement par peur de rendre fou de jalousie son mari Geoffrey.
Geoffrey propose de ramener Almásy au Caire dans son avion puisque l'expédition doit cesser à cause de la guerre. Or, c'est le moyen trouvé par le mari jaloux pour tuer l'amant de sa femme. Almásy ne sait pas que Katharine est à bord de l'avion quand l'appareil vole bas, droit sur Almásy. Peu après cette tentative hasardeuse, l'avion s'écrase. Geoffrey est tué sur le coup, mais Katharine est encore vivante, quoique grièvement blessée. Almásy la sort de l'habitacle et la laisse dans une grotte. Almásy fait un voyage de trois jours à El Taj, contrôlé par les Britanniques, pour obtenir de l'aide. Quand il y arrive, il est détenu en tant qu'espion à cause de son nom étranger et, malgré ses supplications, ne peut obtenir aucune aide pour Katharine. Quand il peut enfin retourner à la grotte, il n'a plus d'illusions : il récupère le cadavre de Katharine, sort à l'air libre et installe le corps dans son avion, puis décolle. Mais l'avion trop vieux s'enflamme et s'écrase. Gravement brûlé, Almásy est recueilli par des bédouins.[pas clair]
Le roman se termine quand Kip apprend que les États-Unis ont bombardé Hiroshima et Nagasaki. Il quitte la Villa San Girolamo.

## Prix et récompenses
L'Homme flambé est lauréat du prix Booker 1992.
En juillet 2018, à la suite d'un vote populaire, le roman reçoit le prix Golden Man Booker.

## Adaptation cinématographique
- 1996 : Le Patient anglais (The English Patient), film américano-britannique réalisé par Anthony Minghella. Le film remporte neuf Oscars, dont ceux du meilleur film, meilleur réalisateur et meilleure actrice dans un second rôle pour Juliette Binoche